# Roeifiets

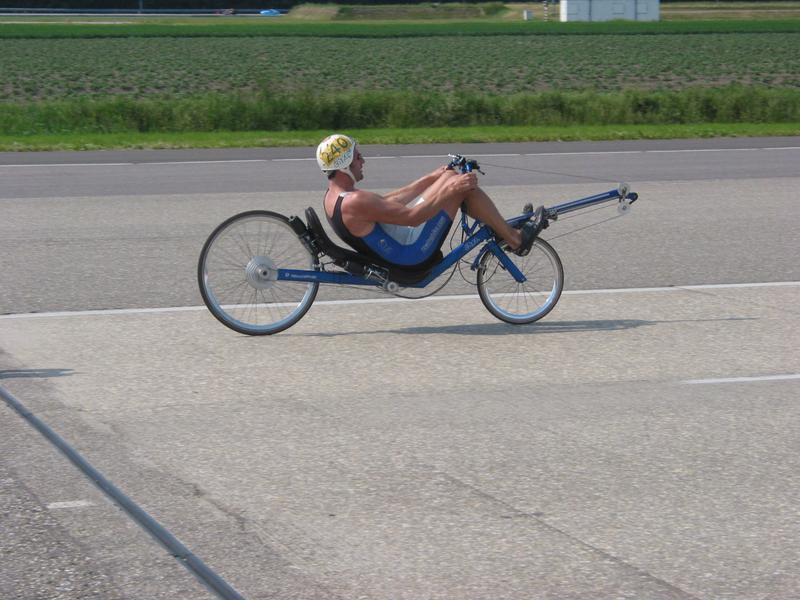
Thijs Roeifiets

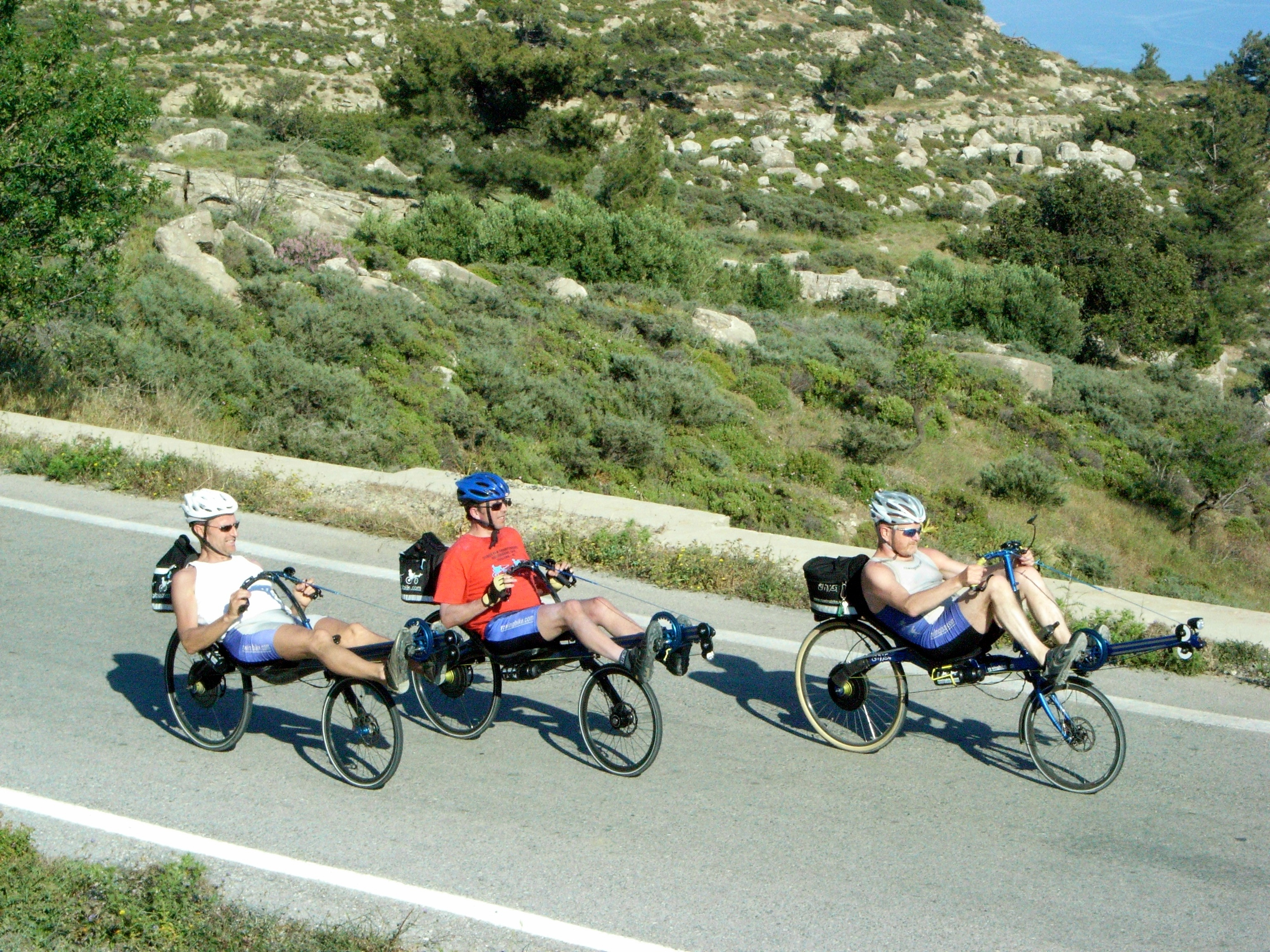
Roeifietsers

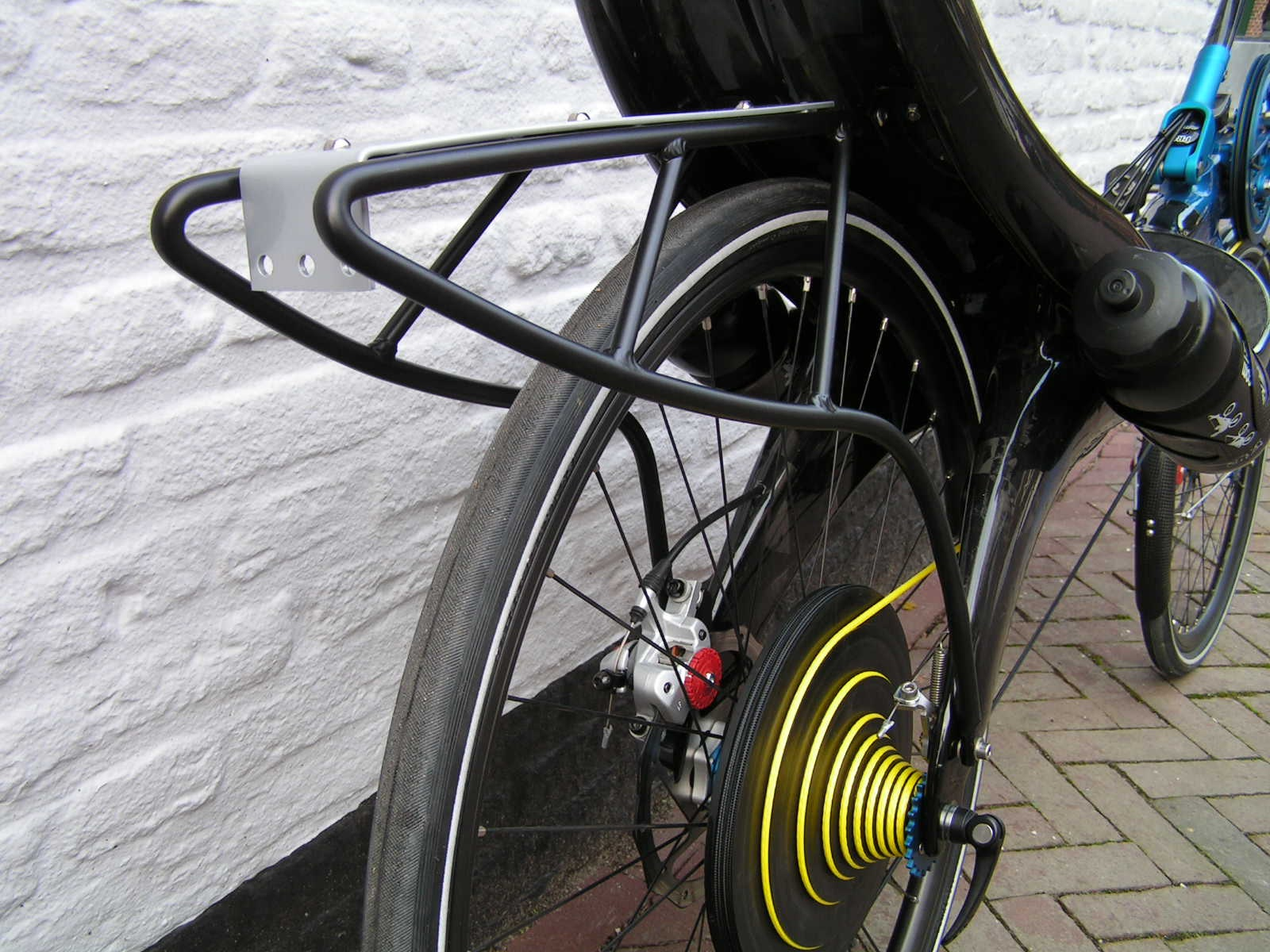
Kunststof snek

Een roeifiets is een fiets die niet wordt aangedreven door een ronddraaiende beweging van de benen zoals bij een normale fiets, maar door een beweging die zeer veel lijkt op en afgeleid is van het roeien. Hierdoor gebruikt men voor de voortbeweging niet alleen de beenspieren, maar ook de arm-, rug- en schouderspieren. Vandaar dat het roeifietsen (ook wel kortweg roetsen genoemd) als fitness training on the road beschouwd wordt.
De roeifiets heeft een zitkuip en de benen zijn naar voren gericht net als bij een ligfiets.
Aangezien de kabel op de snek zich naar het zware gedeelte van het verzet afrolt, wordt bij het eind van elke slag het verzet zwaarder.
Veel mensen denken dat de roeifiets veel sneller is dan een gewone (lig)fiets, omdat je benen arm en buik tegelijk gebruikt. Dit is echter alleen op korte stukjes waar. De uiteindelijke gemiddelde snelheid wordt gelimiteerd door de capaciteit van hart en longen.

## In Nederland
In Middelburg is de werkplaats van de belangrijkste bouwer Derk Thijs. Zijn roeifietsen hebben geen ketting, maar een snek met een roestvaststalen of dyneema kabel. Dankzij het gebruik van de snek is een continu variabele transmissie mogelijk.